# La Maison des Rothschild
Pour plus de détails, voir Fiche technique et Distribution.
La Maison des Rothschild (The House of Rothschild) est un film américain réalisé par Alfred L. Werker, sorti en 1934.

## Synopsis
En 1780 à Francfort, en Prusse, le jeune Nathan Rothschild prévient ses parents, Amschel et Guttle, qu'un agent des impôts va venir. Ils se dépêchent de cacher leurs richesses, y compris les devises, l'argent-métal, etc. L'agent exige 20 000 florins, une somme exorbitante, mais accepte un pot-de-vin de 5 000 en échange d'une estimation des impôts à 2 000. La satisfaction de Nathan est de courte durée, cependant ; un courrier lui apportant 10 000 florins est intercepté et l'argent est confisqué par les impôts. Nathan dit à ses fils qu'il essaie d'être aussi honnête que possible, mais les autorités, antisémites, ne le laisseront pas faire ; il exhorte alors ses enfants à acquérir de l'argent, car « l'argent, c'est le pouvoir » et une défense pour le peuple.
Plus tard, alors que Mayer Rothschild est allongé sur son lit de mort, il charge ses cinq fils de fonder des banques dans différents pays d'Europe : Amschel à Francfort, Salomon à Vienne, Nathan à Londres, Carl à Naples et Jacob à Paris. De cette façon, ils peuvent éviter d'avoir à envoyer de l'or en cas de besoin, car en cas de guerre ils risquent d'être volés par l'ennemi et en période de paix par leurs propres compatriotes. Ils peuvent ainsi tirer sur les banques des autres.
Trente-deux ans plus tard, les fils ont établi des établissements bancaires. Puis la France s'impose en Europe lors des guerres napoléoniennes. Le prince autrichien Metternich demande alors à Salomon de lever 15 millions de florins pour aider à vaincre Napoléon. Les autres frères sont approchés pour des demandes similaires. Même en France, Talleyrand demande 50 millions de francs. Nathan refuse de prêter cinq millions de livres au gouvernement britannique (en plus des prêts antérieurs) pour repousser l'ennemi, mais il offre deux fois plus d'argent au duc de Wellington pour l'écraser.
Après la victoire, Wellington est déçu de constater que Nathan Rothschild n'a même pas été invité à une fête en l'honneur du duc. Il insiste pour aller voir Nathan. Son aide, le capitaine Fitzroy, connaît l'adresse, car il est amoureux de la fille de Nathan, Julie, et réciproquement. Pendant ce temps, Wellington dit à Nathan que les puissances victorieuses vont faire un très gros prêt à la France pour l'aider à se remettre de la guerre. Le souscripteur gagnant deviendra la banque la plus puissante et la plus prestigieuse d'Europe.
L'offre de Nathan est la meilleure, mais elle est d'abord rejetée en faveur de la Barings Bank. Quand Nathan demande à en connaître la raison, le comte prussien Ledrantz (bien qu'il ait lui-même demandé un prêt de guerre aux Rothschild) explique qu'il a été écarté pour une « question technique », c'est parce que Nathan est juif. Nathan suppose qu'un quart du prêt non accordé à Barings reviendra à Ledrantz, à Metternich et à Talleyrand, qui font des profits énormes. Nathan les manœuvre financièrement, les amenant au bord de la ruine et du déshonneur ; ils capitulent et lui cèdent tout le prêt. Cependant, cela l'a quelque peu aigri. Il avait accepté le choix de Julie, il dit maintenant à Fitzroy, qui n'est pas Juif, de rester éloigné d'elle.
Des émeutes anti-juives éclatent dans toute la Prusse, à l'instigation de Ledrantz. Nathan retourne à Francfort et, sous la pression de son peuple, accepte de se soumettre à Ledrantz. Cependant, avant qu'il le puisse, il reçoit la nouvelle que Napoléon a échappé à l'exil. Les frères de Nathan, craignant pour leurs positions, veulent soutenir le dictateur français restauré. Cependant, Nathan refuse de le faire. Avec Ledrantz, entre autres, ayant désespérément besoin d'une aide financière, un traité accorde aux Juifs les droits, les libertés et la dignité qui leur ont longtemps été refusés. Il dit aussi à Fitzroy qu'il peut revoir Julie. Avec Napoléon, apparemment invincible, Nathan décide de risquer le soutien des alliés. Juste avant la faillite, il reçoit un mot annonçant que Wellington a gagné la bataille de Waterloo et qu'il n'est pas seulement sauvé, il est devenu l'homme le plus riche du monde, et baron.

## Fiche technique
- Titre : La Maison des Rothschild
- Titre original : The House of Rothschild
- Réalisation : Alfred L. Werker
- Scénario : Nunnally Johnson d'après la pièce Rothschild de George Hembert Westley
- Production : Darryl F. Zanuck, William Goetz (producteur associé) et Raymond Griffith (producteur associé)
- Société de production : 20th Century Pictures
- Musique : Alfred Newman
- Photographie : J. Peverell Marley
- Montage : Barbara McLean et Allen McNeil
- Direction artistique : Richard Day
- Décors de plateau : Julia Heron (non-créditée)
- Costumes : Gwen Wakeling
- Présentation : Joseph M. Schenck
- Pays d'origine :  États-Unis
- Format : Noir et Blanc/Couleur (Technicolor) - Son : Mono (Western Electric Mirrophonic Recording)
- Genre : Drame biographique
- Durée : 87 minutes
- Date de sortie : 7 avril 1934 (USA)

## Distribution
- George Arliss : Nathan Mayer Rothschild
- Boris Karloff : comte Ledrantz
- Loretta Young : Julie Rothschild
- Robert Young : capitaine Fitzroy
- C. Aubrey Smith : duc de Wellington
- Arthur Byron : Baring
- Helen Westley : Gudula Rothschild
- Reginald Owen : Herries
- Florence Arliss : Hannah Rothschild
- Alan Mowbray : prince Metternich
- Holmes Herbert : Rowerth
- Paul Harvey : Solomon Rothschild
- Ivan F. Simpson : Mayer Amschel Rothschild
- Noel Madison : Adolph Carl von Rothschild
- Murray Kinnell : James de Rothschild
- Georges Renavent : comte Talleyrand
- Oscar Apfel : officier prussien
- Lumsden Hare : prince régent
- Brandon Hurst : Stock Trader
- Gilbert Emery : Premier ministre
- Mathew Betz : garde prussien
- Harry Allen : commerçant